# Macarena Olona
Macarena Olona Choclán (Alicante, 14 de mayo de 1979) es una abogada del Estado y política española. Fue la portavoz y secretaria general de Vox en el Congreso de los Diputados y diputada en la XIII y XIV legislaturas por Granada, además de candidata de Vox a las elecciones a la Junta de Andalucía de 2022 y portavoz de su partido en el Parlamento de Andalucía hasta su retirada de la vida política en julio de 2022. El 31 de mayo de 2023 regresó a la política para concurrir a las elecciones generales de ese año con la creación de un nuevo partido político denominado Caminando Juntos del que era la presidenta.

## Biografía
Nacida en Alicante el 14 de mayo de 1979, es hija de Antonia María Choclán Gámez y de Pablo Olona Cabasés. 
Olona obtuvo la licenciatura en Derecho con premio extraordinario por la Universidad de Alicante en 2003 e ingresó en el Cuerpo de Abogados del Estado en 2009. Entre 2013 y 2017 fue abogada jefe del Estado en el País Vasco.
En agosto de 2017 fue nombrada secretaria general de Mercasa. Al año siguiente declaró ante la Audiencia Nacional en el marco de la investigación del caso Mercasa, que implicaba al Partido Socialista Obrero Español y al Partido Popular en el pago de mordidas millonarias y sobrecostes superiores al 300 % en contratos en el extranjero.

### Carrera política
En las elecciones generales de España de abril de 2019, fue elegida diputada por el partido político Vox al Congreso de los Diputados de la XIII legislatura por la circunscripción electoral de Granada. En las elecciones generales de noviembre de ese mismo año volvió a ser elegida diputada por Granada.
Fue designada candidata a la presidencia de la Junta de Andalucía por Vox para las elecciones al Parlamento andaluz del 19 de junio de 2022. El ayuntamiento de Salobreña abrió expediente para comprobar si su empadronamiento en la localidad era real, siendo desestimado dicho expediente por la Junta Electoral, manteniendo la candidatura de Olona a las elecciones andaluzas. Finalmente Vox consiguió 14 escaños, aumentando su representación en dos diputados, pero muy lejos de las expectativas del partido al permitirle al Partido Popular, gracias a la mayoría absoluta obtenida, no tener que depender de ellos.
Ejerció como portavoz de Vox en el Parlamento andaluz. El 29 de julio de 2022 anunció su retirada de la política y de la vida pública «por razones médicas». En noviembre del mismo año el juzgado de instrucción acepta a trámite una denuncia interpuesta por ella en la que acusa al asesor de Vox de acoso.
En noviembre de 2022 funda y preside la Fundación Igualdad Iberoamericana, una plataforma antifeminista contra la denominada «ideología de género».
El 19 de febrero de 2023 concede una entrevista a Jordi Évole en la que confiesa sus problemas con la dirección del partido político Vox porque dentro del partido político hay machismo y consideran a los homosexuales ser "desviados" y es equiparable a una organización nazi. También confesó que en el partido se desviaba dinero a la Fundación Disenso que preside Santiago Abascal, hecho que se demostró meses después. 
El 31 de mayo de 2023 registra el partido político Caminando Juntos, con el que anuncia su presentación a las elecciones generales del 23 de julio de 2023. El partido no consiguió representación.
En enero de 2024 anunció su retirada de la vida pública.

## Premios
En febrero de 2018 recibió el premio Hay derecho (tercera convocatoria), entregado por la fundación del mismo nombre, por su «actitud de vigilancia constante ante las irregularidades» durante su etapa como abogada del Estado.

## Trabajos publicados
- Soy Macarena. Mi vida, mis ideas, mi camino. (2023) ISBN 9788413846835